# 風車祭
『風車祭』（カジマヤー）は、池上永一による日本の小説。1994年に『文藝春秋』に連載された。

## 概要
第118回直木賞候補になった。デビュー作『バガージマヌパナス』が書けてしまった作品であるのに対し、本作は作家であるという自覚を持って書こうと思って書かれた作品である。
2005年、栗原まもるにより漫画化される。『One more Kiss』（講談社）にて2005年7月号から2008年1月号まで連載され、単行本は全5巻が刊行されている。栗原が池上の作品を漫画化するのは『バガージマヌパナス』に続き、2作目である。『バガージマヌパナス』に置いて、物語を凝縮し全1巻に収めたことが心残りで、もう1度池上作品を漫画化したいと願っていた（外部リンクインタビュー参照）。
以下は、主に漫画版を基にした記述である。

## あらすじ
1996年、沖縄県・石垣島、高校生の比嘉武志は、翌年に控えた97歳のお祝い「風車祭」を待ちわびているフジオバァの、「何か刺激がほしい！」という企みで、妖怪火を目撃、マブイ（魂）を落としてしまう。
しかし、その妖怪火は魔物などではなく、228年もの間マブイだけの身でさまよい続けるピシャーマだった。武志は儚げな雰囲気を持つ美しいピシャーマに一目惚れし、自分がマブイを落としているのにも構わず、彼女の願いを叶えようとする。
しかしピシャーマが現在の姿にされた本当の理由は、ニライ神・マユンガナシィによって、破滅に向かう島から生き残る人を選ぶという使命を負わされていたからだった。島に古くから伝わる信仰が薄れたことが原因で、島に洪水・旱魃・血の海・地震・大津波など様々な災いがもたらされると預言される。一人で、マブイだけの身で何ができるのか、と悩むピシャーマを前に、災いは次々と訪れる。未曽有の危機が迫る島の運命は…!?

## 登場人物
比嘉 武志（ひが たけし）
沖縄顔の高校生。バスケ部に入っている。物知りのトミオバァを尊敬している。
妖怪火を目撃、マブイを落としてしまう。その時に出逢ったピシャーマに一目惚れし、ピシャーマを助けようと奮闘する。
ピシャーマ
前新川首里大屋子（マイアラカーシナゴーヤー）の娘。1768年、自身の婚礼の日、婿の家へ向かう途中、小用を足そうと花嫁行列を抜けたときに、気を失い、気付くと石になっていたという。数年後、明和の大津波によって石としての身体は砕け、以来盲目となり、マブイだけの身で島内をさまよい続けている。ニライ神によって、破滅へ向かう島から生き残る人を選別すべく使者に選ばれた。「ピシャーマ」は「娘さん」という意味。
ギーギー
6本足の巨大な妖怪豚。不死。盲目のピシャーマを導く。川で洗濯をするのが日課。中足の歩調が合わず、踏んでしまったりすると、イライラする。武志の子を妊娠するも、流産。それが島に災いをもたらすことに。
仲村渠 フジ（なかんだかり ふじ）
1901年生まれの96歳の老婆。フジという名は「富士山=不死」に由来する。長寿に異様な執着心を抱いており、「トミに小言を欠かさない」ことで健康が保てるらしい。また、長寿のためには刺激が必要だと考え、退屈を嫌い、自分の長寿のためには他人が不幸になっても構わないと思っている。たとえ退屈であっても、「トミが退屈にならないように」と屁理屈を述べ家事を決して手伝わない。過去に34回マブイを落としたことがあり、その都度マブイ籠めの儀式をしてもらった。ビッチンヤマ御嶽の木に落書きをして通算35回目のマブイを落とす。ホールザーマイによると、神の庇護を受ける最高の人相をしており、「あと倍は生きそう」とのこと。「果報の人」に選ばれる。玄祖母の実家がピシャーマの実家、つまりフジもピシャーマの家の子孫。
仲村渠 トミ（なかんだかり とみ）
仲村渠家で、唯一まともな人間。口うるさい母・フジと出戻りの娘・ハツに毎日悩まされている。自身も出戻り（離婚か死別かは不明）。幼い頃から自分を慕ってくれる武志が心のオアシス的存在である。物知りで、伝統的な行事のことなどをよく知っている。
玉城 睦子（たまき むつこ）
武志とは幼稚園からの幼なじみ。バスケ部のマネージャー。武志のことが好きで、何かと世話をしたがる。父親が医者。暴走する武志のマブイに翻弄され、自身もマブイを落としてしまう。
玉城 郁子（たまき いくこ）
睦子の妹。変身モノのヒーローに憧れている。残酷なおままごとが好き。武志と一緒に妖怪火を目撃、マブイを落とす。一度はマブイ籠めをしてもらったものの、もう一度ピシャーマに会いたいがためにマブイを落とす。
仲村渠 ハツ（なかんだかり はつ）
トミの娘。熟年離婚し、出戻ってきた。フジと一緒で、他人の不幸を楽しむ。
美津子（みつこ）
ハツの娘、フジの曾孫。70歳以上限定のスナック「長寿」を営む。チーチーマーチューが描いた絵を店に飾ったところ、大繁盛する。この店の常連になると長生きできるという噂まで発生し、瀕死の病人まで無理を押して来店する。ところが、絵が盗まれ客の足が途絶え始め、その影響か夫の会社も倒産寸前に追い込まれる。チーチーマーチューにフジの顔拓と交換でもう一度絵を描いてもらったところ、店が雑誌で紹介され以前より盛況になった。
赤嶺 里子（あかみね さとこ）
島のユタ。武志と郁子がマブイを落としていることに気付き、マブイ籠めの儀式をする。マブイの気配を匂いで感じ取る。落としたマブイを探させたら、島一の実力者らしい。
チーチーマーチュー／ターチーマーチュー
不思議な兄弟。昔は漁師だったが、親戚に騙され絶望。酒に溺れた生活を送る。チーチーマーチューは商売繁盛をもたらす海の絵を描き、弟のターチーマーチューは健康と長寿をもたらす舟の置物を彫る。
ホールザーマイ
島内の神職の最高位。その証として中山尚真王が授けたとされる金の簪を身につけている。島の有事に為す術もなく、仕方なくフジに助言を求める。

## 用語
風車祭（カジマヤー）
数え年で97歳（年354日の旧暦に換算して百歳）の生年を祝う行事。晴れ着を着て、風車を飾り、パレードをする。
フジにとっては結婚や出産よりも大切な「人生のメインイベント」である。
節祭（シチサイ）
グソー（あの世）のお正月。現世でも盛大に祝わなければ、先祖に失礼に当たるとされる。また、子どもだけにしておくと、グソーから死者が迎えに来てマブイを取られてしまう（＝死んでしまう）と言われている。現在ではほとんど忘れられてしまっている。
マブイ
沖縄の言葉で『魂』を指す、と一般に解されるが、物語中でピシャーマの実家に住む子孫の老婆が解説するところによれば、マブイとは『（島に生まれ生きる者としての）霊性を帯びたアイデンティティ』である。従って、長期間マブイを失ったままでいると、神から「この世にいる意味がない」と見なされて命がなくなる。
妖怪火（マゾームノーナ）
マジムン（魔物）の火。直接見ると、マブイを落としてしまう。
ユタ
沖縄の先祖崇拝に携わる巫女。
ツカサ
八重山地方で御嶽を管理し神事に携わる巫女。その最高位がホールザーマイである。沖縄本島のノロに相当する。
ヌジファ
「脱ぎ去る」という意味で、死者が現世に未練を残さないように、成仏を祈願する儀式。
マユンガナシィ
ニライ神（ニライカナイから来る神）の一種。「豊作をもたらす神」という意味。ピシャーマを石にした張本人(?)。
雨乞い
雨が降らない日が続いた時に行われる。慈雨の祈祷、砂上げ、火焚き雨乞い、山籠祈願、前水拝み、などいくつかの段階に分かれており、慈雨の祈祷を行っても雨が降らない時は砂上げを、といった具合に徐々に進めていく。
果報の人
雨を降らす相を持った婦女子が、島に伝わる謡を歌い大雨乞いをするために選ばれる。雨乞いの祈祷全段階を終えても、雨が降らなかった場合の最終手段。
石垣島
物語の舞台。但し、物語の舞台が石垣島であることに関する明確な描写はない。

## 書誌情報
- 単行本：1997年11月20日発行、文藝春秋、ISBN 978-4-16-640140-6
- 文庫本
  - 2001年08月10日発行、文春文庫、ISBN 978-4-16-761502-4
  - 2009年10月24日発売、角川文庫、上：ISBN 978-4-04-364706-4、下：ISBN 978-4-04-364707-1
- 漫画版〈作画：栗原まもる・KC Kiss〉、全5巻
  1. 2006年8月11日発売[2]、ISBN 978-4-06-340606-1
  2. 2006年8月11日発売[3]、ISBN 978-4-06-340607-8
  3. 2007年2月13日発売[4]、ISBN 978-4-06-340633-7
  4. 2007年8月10日発売[5]、ISBN 978-4-06-340661-0
  5. 2008年3月13日発売[6]、ISBN 978-4-06-340692-4